# جوزيف فاغنر (سياسي)
جوزيف فاغنر (بالإنجليزية: Joseph Wagner)‏ هو سياسي أمريكي، ولد في 1853. حزبياً، نشط في الحزب الديمقراطي. وقد انتخب عضو مجلس ولاية نيويورك.